# Drunk Bus
Drunk Bus é um filme de comédia  dramática estadunidense de 2020 dirigido por John Carlucci e Brandon LaGanke e estrelado por Charlie Tahan e Kara Hayward.

## Elenco
- Charlie Tahan como Michael
- Kara Hayward como Kat
- Pineapple Tangaroa como Pineapple
- Zach Cherry como Josh
- Sarah Mezzanotte como Amy
- Dave Hill como Devo Ted
- Tonatiuh Elizarraraz como Justin
- Martin Pfefferkorn como FU Bob
- Frank Iero como ele mesmo
- Joe Napier como namorado de Justin
- Dresden Engle como motorista do ônibus
- Will Forte como Fred (sem crédito)[2]

## Recepção
No Rotten Tomatoes, o filme tem uma taxa de aprovação de 98% com base em 40 críticas, com uma classificação média de 7,1/10. O consenso dos críticos do site diz: "Alimentado por uma mistura de comédia turbulenta e drama comovente, Drunk Bus leva o público a uma jornada de amadurecimento incomumente gratificante". De acordo com o Metacritic, que atribuiu uma pontuação média ponderada de 65 em 100 com base em 11 avaliações, o filme recebeu "críticas geralmente favoráveis".